# Luca Grimaldi
Luca Grimaldi, né en 1675 à Gênes et mort en 1750 à Gênes, est un homme politique italien, 149e doge de Gênes du 22 janvier 1728 au 22 janvier 1730.